# Farnborough Hill
Farnborough Hill est un externat scolaire indépendant, de confession catholique romaine pour filles âgées de 11 à 18 ans situé à Farnborough, Hampshire en Angleterre, au Royaume-Uni. Le complexe scolaire est intégré dans la propriété appartenant jadis à l'ex-impératrice des Français Eugénie. L'école a été créée par l'ordre des religieuses de l'éducation chrétienne en 1889 et a déménagé sur le site actuel lorsque l'ordre a acheté la maison et le terrain en 1927.

## Histoire
L'éditeur Thomas Longman a commencé à construire la maison de Farnborough Hill, de style néo-Tudor, en 1860.
L'impératrice Eugénie exilée, veuve de l'empereur Napoléon III, a ensuite acheté et agrandi la maison en 1880. Le symbole de l'abeille napoléonienne est visible dans le décor intérieur et extérieur du bâtiment et est également présent sur le badge de l'école. L'Impératrice a concomitamment acheté d'autres terres à Farnborough et a fondé l'abbaye Saint-Michel comme mausolée pour le corps de son mari (transféré de son lieu de sépulture initial à Chislehurst ) et celui de son fils unique mort en 1879, le prince impérial. L'Impératrice, très amie avec la reine Victoria, devint plus tard marraine de Victoire-Eugénie de Battenberg, fille de la princesse Béatrice. L'Impératrice Eugénie est morte, à l'âge de 94 ans, en 1920.
L'histoire de l'école elle-même a commencé en 1889, lorsque les religieux de l'éducation chrétienne ont créé un pensionnat de couvent à Farnborough près de la colline sur laquelle se trouve l'école actuelle. Après le déclenchement de la guerre, en 1915, les bâtiments scolaires ont été réquisitionnés, entraînant la fermeture temporaire des deux écoles. La communauté religieuse et l'école Hillside ont déménagé à Sycamore House (également connu sous le nom de Sycamores) qui a été agrandi en 1916 pour accueillir l'école de jour rouverte. À la fin de la guerre, les bâtiments de l'école d'origine ont été rénovés et l'école est retournée au Hillside Convent College en 1921, tandis que la communauté religieuse est restée aux Sycamores. L'école a continué à se développer et la supérieure, Mère Roantree, a continué à chercher un autre logement.
À la suite de la mort, en 1926, du prince Victor Napoléon, héritier du domaine, les fiduciaires du domaine mettent la maison et le terrain en vente. La communauté a acheté la maison de Farnborough Hill en 1927. L'école et la communauté religieuse ont emménagé dans la maison et les Sycomores ont été vendus. La communauté a chargé Adrian Gilbert Scott de concevoir des bâtiments scolaires supplémentaires, dont la chapelle de l'école. Au fil des ans, il y a eu une nouvelle expansion, tout cela en harmonie avec ce bâtiment classé Grade One. En 1994, les religieuses de l'éducation chrétienne ont transféré la propriété au Farnborough Hill Trust et l'école est maintenant sous gestion laïque et en 1996 a été nommée la première directrice laïque de l'école.